# Kombinat Lederwaren
Der VEB Kombinat Lederwaren Schwerin war ein Kombinat in der Deutschen Demokratischen Republik.
Die Betriebe des Kombinats waren Hersteller diverser Leder- und Kunstlederwaren wie Bekleidungsstücke, Handschuhe, Koffer sowie weiterer Sattler- und Täschnerwaren. Im Segment der Sattlerwaren stellte der Kombinatsbetrieb VEB Apoldaer Lederwarenfabrik, neben seinem Produktspektrum an Ledertaschen, beispielsweise Autohimmel für die Marken Wartburg und Trabant her. Mit Stand von 1981 umfasste das Kombinatssortiment rund 22.000 Produkte.
Das Kombinat unterstand dem Ministerium für Leichtindustrie. Weitere zentral geleitete Kombinate im Zuständigkeitsbereich dieses Ministeriums sind in der Liste von Kombinaten der DDR aufgeführt.
Im Zuge der Wende und der anschließenden Wiedervereinigung wurde das Kombinat 1990 aufgelöst und seine Betriebe wurden privatisiert.

## Zugehörige Betriebe
Zum Kombinat gehörten zuletzt die folgenden Betriebe: 
- VEB Lederwaren Schwerin; (Stammbetrieb)
- VEB Apoldaer Lederwarenfabrik
- VEB Erzgebirgische Handschuhwerke Johanngeorgenstadt
- VEB Erzgebirgische Lederwarenfabriken Schneeberg
- VEB Forschung und Rationalisierung Apolda
- VEB „intermod“ Lederwarenfabrik Bautzen
- VEB Kofferfabrik Kindelbrück
- VEB Leder- und Plastverarbeitungswerke Dresden
- VEB Lederbekleidung Jüterbog
- VEB Lederbekleidung und Lederhandschuhe Freiberg
- VEB Lederfabrik Zeitz
- VEB Lederhandschuhe Grimma
- VEB Lederwarenfabrik Mühlhausen
- VEB Lederwarenfabrik Sangerhausen
- VEB Lefatex Freiberg
- VEB Sattler- und Lederwarenfabrik Siebenbrunn
- VEB Täschnerwaren Annaberg
- VEB Vereinigte Kleinlederwarenbetriebe Böhlitz-Ehrenberg
- VEB Vereinigte Lederwerke Zug